# هنه هگ
هنه هگ (انگلیسی: Hanne Hegh؛ زادهٔ ۲۷ آوریل ۱۹۶۰) بازیکن هندبال اهل نروژ است.